# Polytrichopsida
Classe
Les Polytrichopsida sont une classe de mousses. Polytrichum en est le genre type.

## Liste des taxons de rang inférieur
Selon Tropicos (25 mai 2021) :
- Dawsoniales M. Fleisch., Hedwigia 61: 400, 1920
- Oedipodiales Goffinet & W.R. Buck, Monogr. Syst. Bot. Missouri Bot. Gard. 98: 232, 2004
- Polytrichales Cavers, New Phytol. 10(1–2): 31, 1911
- Polytrichanae M. Fleisch., Hedwigia 61(4): 400, 1920
- Polytrichidae Ochyra, Biodivers. Poland 3: 97, 2003
- Tetraphidales Cavers, New Phytol. 10(1–2): 31, 1911